# Condado de Guimerá

Escudo de Guimerá

El condado de Guimerá es un título nobiliario español creado en 1599 a favor de Gaspar Galcerán de Pinós. Su nombre se refiere al municipio catalán de Guimerá. Con anterioridad Guimerá había sido señorío de los Alemany y baronía de los Castro, antepasados del I marqués.

## Condes de Guimerá
- Gaspar Galcerán de Pinós (Barcelona, 15 de noviembre de 1584-Zaragoza, 13 de agosto de 1638), I conde de Guimerá;[1]
- Francisca de Castro-Pinós y Zurita, II condesa de Guimerá;
- Isabel Margarita Fernández de Híjar y Castro-Pinós, III condesa de Guimerá;
- Jaime Francisco Sarmiento de Silva, IV conde de Guimerá;
- Juana Petronila de Silva y Aragón, V condesa de Guimerá;
- Isidro Francisco Fernández de Híjar y Silva, VI conde de Guimerá;
- Joaquín Diego de Silva y Moncada, VII conde de Guimerá;
- Pedro de Alcántara Fernández de Híjar y Abarca de Bolea, VIII conde de Guimerá;
- Augustín Pedro de Silva y Palafox, IX conde de Guimerá;
- Francisca Javiera de Silva y Fitz-James Stuart, X condesa de Guimerá;
- José Rafael de Silva Fernández de Híjar, XI conde de Guimerá;
- Andrés Avelino de Silva y Fernández de Córdoba, XII conde de Guimerá;
- Andrés Avelino de Silva y Campbell, XIII conde de Guimerá;
- Natalia de Silva y Cavero, condesa de Guimerá;
- María Rosa Vázquez y Silva, XIII condesa de Guimerá, hija de la IV marquesa de Orani;
- Natalia de Silva Cavero, XIV condesa de Guimerá.
- Carlos Caro y Vázquez, XV conde de Guimerá;[2]
- Cayetana Fitz-James Stuart, XVI condesa de Guimerá.[2]
- Alfonso Martínez de Irujo y Fitz-James Stuart, XVII conde de Guimerá.[3]